# Emilia Schatz
Emilia Schatz (nacida en febrero de 1979) es una diseñadora de videojuegos estadounidense conocida por su trabajo en Naughty Dog. Estudió informática en la Universidad del Norte de Texas, donde más tarde trabajó durante casi tres años antes de buscar trabajo en la industria de los videojuegos. Fue contratada en Terminal Reality, donde trabajó como guionista de niveles en Re-Mission, como diseñadora de niveles en BlowOut y BloodRayne 2, y como diseñadora sénior de juegos en Ghostbusters: The Video Game. Solicitó trabajos en otros estudios y en 2009 fue contratada en Naughty Dog. Comenzó a trabajar en Naughty Dog al principio del desarrollo de Uncharted 3: Drake's Deception, para el que diseñó varios niveles. Ayudó con el desarrollo de The Last of Us.
Schatz, asignada hombre al nacer, se declaró transgénero en 2012, cuando comenzó su transición de género, y se unió a la empresa en marzo de 2014. Fue ascendida a diseñadora codirectora de juegos para el desarrollo de Uncharted 4: A Thief's End. En este puesto, a menudo trabajó junto a Bruce Straley y Neil Druckmann, y ayudó a trabajar en las opciones de accesibilidad del juego. Fue co-diseñadora principal del juego para el desarrollo de The Last of Us Part II, durante el cual continuó liderando los esfuerzos de accesibilidad de la compañía. Su trabajo e imagen en la industria ha sido elogiado y premiado.

## Primeros años
Emilia Schatz nació en febrero de 1979.[1][2] Creció en Texas.[3] Su madre es profesora de arte en una escuela primaria; Schatz sintió que, además de los juegos, la enseñanza también sería su elección de carrera.[4] Cuando era niño, Schatz era fanático de los juegos de Nintendo, específicamente de Mario y The Legend of Zelda, y tenía afición por Nintendo Entertainment System y Super Nintendo Entertainment System.[4][5] Los primeros trabajos de Schatz incluyeron cortar el césped, ingresar datos, instalar ethernet y trabajar en Golden Corral.[6] En la escuela secundaria, aprendió a programar juegos de rol en su calculadora.[7] Para pagar sus estudios universitarios, Schatz trabajó con profesores para crear páginas web.[7] Estudió informática en la Universidad de Baylor de 1997 a 1999.[8] En 2001, se graduó de la Universidad del Norte de Texas con una Licenciatura en Ciencias de la Computación, con una especialización en estudios generales y una especialización en ciencias de la computación, arte e inglés.[9] Como parte del Laboratorio de Computación Recreativa de la universidad, Schatz trabajó en varios juegos educativos en Adobe Flash. También usó Flash para desarrollar sus propios juegos, incluido uno inspirado en Tempest (1981) en un entorno de desarrollo pirata para Game Boy Advance.[4]

## Carrera

### Realidad terminal (2002–2009)
Después de graduarse de la Universidad del Norte de Texas en 2001, Schatz continuó trabajando allí durante casi tres años como desarrollador web.[8] Se postuló para varios estudios de desarrollo de juegos en Dallas y, en agosto de 2002, Terminal Reality la contrató como guionista de nivel en Re-Mission, [4] que se alineaba con su experiencia anterior con juegos Flash educativos; ella diseñó varios niveles para Re-Mission.[7] Trabajó como diseñadora de niveles en BlowOut (2003) y BloodRayne 2;[10][11] encontró este último discordante debido a la sobresexualización del personaje principal. También trabajó como diseñadora sénior de juegos en el juego cancelado Demonik and Ghostbusters: The Video Game (2009) y proporcionó trabajo adicional de diseño de juegos en Kinect Star Wars (2012).[7] Describió la experiencia de desarrollar Ghostbusters: The Video Game como "muy divertido trabajar en él",[5] pero se estaba volviendo inquieta y sentía que "no estaba haciendo los juegos que siempre deseé poder hacer".[4]
Tras el lanzamiento de Ghostbusters: The Video Game, después de haber pasado siete años en Terminal Reality, Schatz comenzó a solicitar puestos en sus "estudios de ensueño",[4] incluidos Double Fine y Naughty Dog; señaló que "no estaba tan interesada" en los juegos de Sony hasta que jugó Uncharted: Drake's Fortune (2007) de Naughty Dog, y había disfrutado de las cualidades cinematográficas de Crash Bandicoot y Jak and Daxter, así que sintió que sería un buen estudio. para trabajar.[5] Pronto tuvo una entrevista telefónica con Naughty Dog y luego la llevaron en avión para una prueba y una entrevista en persona en noviembre de 2009. Como parte de la prueba, tuvo que diseñar un nivel en 30 minutos; al final del día, fue contratada.[4]

### Naughty Dog (2010–presente)
El primer día de Schatz en Naughty Dog fue el 6 de enero de 2010.[12] Comenzó a trabajar en la compañía al principio del desarrollo de Uncharted 3: Drake's Deception (2011). Ella diseñó el nivel del castillo francés, la persecución a pie y los segmentos subterráneos y de colapso del final. A menudo hacía referencia a The Legend of Zelda cuando diseñaba niveles para el juego.[5] En abril de 2012, Schatz participó en un panel de discusión en PAX East junto con el director del juego Justin Richmond y el estratega comunitario Arne Meyer.[13] Después del lanzamiento de Uncharted 3, Schatz ayudó con los últimos meses de desarrollo de The Last of Us (2013), brindando un diseño adicional en lugar de crear desde cero; ella diseñó el segmento en el que el jugador corre desde un camión blindado, así como uno de los niveles finales cuando el jugador escapa del hospital, que tomó del diseñador Peter Field.[5]
En la convención GaymerX en julio de 2014, Schatz participó en un panel de discusión sobre las identidades queer en los juegos.[14] En diciembre de 2014, participó en un panel sobre diseño de juegos en PlayStation Experience.[15] En abril de 2015, habló en un panel en WonderCon.[16] Para el desarrollo de Uncharted 4: A Thief's End (2016), Schatz fue ascendido a co-diseñador principal del juego.[17] Como parte de esta función, supervisó la creación de niveles y, a menudo, se comunicó con los artistas y programadores que trabajaban en ellos. También se reunía regularmente con el director del juego Bruce Straley y el director creativo Neil Druckmann sobre la historia y la dirección general del juego.[4] Schatz y el diseñador de interfaz de usuario (UI) Alex Neonakis colaboraron en las opciones de accesibilidad del juego,[18][19] habiendo recibido correos electrónicos y mensajes de jugadores discapacitados que los solicitaban.[20] Schatz señaló que el impulso por la accesibilidad fue inicialmente una lucha, pero tuvieron mucho más apoyo al final del desarrollo.[7] Schatz diseñó los niveles de Escocia, Marooned y No Escape del juego, así como algunos de los sistemas del juego, incluida la escalada en roca y el deslizamiento de pendientes.
Schatz habló en la Conferencia Wonder Woman Tech 2016 en julio de 2016.[22] En 2017, Fast Company nombró a Schatz entre las 100 personas más creativas "por ayudar a la industria del juego a evolucionar".[23] En 2017, comenzó a dar conferencias en el curso de diseño de niveles en CG Master Academy;[24] aprendió más sobre su propio trabajo de diseño al desglosarlo en las clases y encontró gratificante el proceso para ver la mejora de los estudiantes. Quiere continuar con el trabajo docente complementario en el futuro para guiar a los aspirantes a desarrolladores de juegos.[7] Schatz fue co-diseñador principal del juego para el desarrollo de The Last of Us Part II (2020).[25] En diciembre de 2016, tejió a ganchillo una muñeca de hilo de Ellie, la protagonista del juego, y proporcionó instrucciones en el sitio web de Naughty Dog.[26] La representación del juego de personajes queer y transgénero fue personalmente importante para Schatz, aunque anticipó que recibiría críticas.[27] Schatz fue responsable de la adición de un cruce de peatones arcoíris y una bandera transgénero en el nivel del juego Capitol Hill, y trabajó con los escritores para incluir una librería queer.[28]
Schatz continuó liderando los esfuerzos de accesibilidad del estudio para The Last of Us Part II, ahora junto con el diseñador principal de sistemas Matthew Gallant. Se aseguraron de que estas opciones se priorizaran al principio del desarrollo.[29] Schatz sintió que las opciones de accesibilidad en Uncharted 4 eran "bastante escasas" a pesar de los elogios que recibieron, y quería mejorarlas en The Last of Us Part II.[30] Schatz y Gallant aceptaron el premio a la Innovación en Accesibilidad en los Game Awards 2020.[31] También está co-nominada a Logro destacado en diseño de juegos en la 24ª edición anual de D.I.C.E. Premios.[32] En junio de 2020, Arti Sergeev de 80 Level nombró a Schatz como uno de los seis desarrolladores de Naughty Dog que "revolucionaron la industria".[33]

## Vida personal
Asignada hombre al nacer, Schatz comenzó el proceso de transición de género en 2012, saliendo del armario con su familia y amigos.[11] A fines de 2012, comenzó a hablar de forma anónima con recursos humanos de Sony para descubrir más sobre las pautas de diversidad de la empresa. Se presentó ante el jefe de operaciones de Naughty Dog y organizó un plan para enviar un correo electrónico a toda la empresa, que coordinaron con los copresidentes Christophe Balestra y Evan Wells. La compañía arregló la transición para que, cuando Schatz regresara la semana después de enviar el correo electrónico, tuviera una nueva dirección de correo electrónico, tarjetas de presentación y una nueva foto de la compañía; [34] su nombre fue cambiado en los créditos de The Last of Us Remastered (2014).[35] Ella envió el correo electrónico el 14 de marzo de 2014.[34] Nerviosa por la respuesta, Schatz trajo galletas hechas por su esposa y se las dio a todos.[14] Al decidir salir del armario, describió el proceso como "menos un 'si' y más un 'cuándo'", ya que estaba comenzando a sufrir emocionalmente al pretender identificarse como hombre en el trabajo.[4]
Schatz y su esposa Katy, una novelista de fantasía para adultos jóvenes, viven en Santa Mónica con su hija y gatos.[11][36][37] Su hija nació el 24 de diciembre de 2017.[36] Algunos de los juegos favoritos de Schatz que la han influenciado como desarrolladora incluyen The Legend of Zelda: A Link to the Past (1991), Secret of Mana (1993), Final Fantasy VI (1994) y Super Metroid (1994). Tiene un interés particular en los juegos Metroidvania debido a la exploración y descubrimiento de secretos.[4] Schatz participó en la Marcha de Mujeres de 2017.[38]

## Trabajos

### Videojuegos
| Año  | Título de juego                  | Función                             |
| ---- | -------------------------------- | ----------------------------------- |
| 2003 | BlowOut                          | Diseñador de nivel sénior           |
| 2004 | BloodRayne 2                     | Diseñador de nivel                  |
| 2006 | Re-Misión                        | Diseñador de nivel                  |
| 2009 | Ghostbusters: El Videojuego      | Diseñador de juego                  |
| 2011 | Uncharted 3: el engaño de Drake  | Diseñador de juego                  |
| 2012 | Kinect Guerras de estrella       | Diseño adicional                    |
| 2013 | El Último de Nosotros            | Diseñador de juego adicional        |
| 2014 | El Último de Nosotros: Rezagado  | Diseñador de juego adicional        |
| 2016 | Uncharted 4: el fin de Un Ladrón | Co-Diseñador de juego de la ventaja |
| 2020 | El Último de Nosotros Parte II   | Co-Diseñador de juego de la ventaja |